# Obiora Odita
Emanuel Obiora Odita (Enugu, 14 mei 1983) is een Nigeriaanse voetballer. Hij speelt als aanvaller.

## Carrière
Odita's eerste club was Enugu Rangers. Tijdens de jeugd maakte hij de overstap naar Udoji United FC, eveneens uit Enugu.
In 2003 werd de aanvaller opgemerkt door FK Javor Ivanjica. Odita verhuisde naar Europa en werd een vaste waarde bij FK Javor. Het leverde hem in 2005 een transfer naar FK Partizan Belgrado op. In 2006 werd hij uitgeleend aan z'n ex-club FK Javor.
Odita vertrok in 2007 naar Al Ain FC. Hij kwam er niet aan spelen toe en tekende in de winter van 2008 een contract bij KVC Westerlo. In 2010 keerde hij terug bij . In 2011 speelde hij kort in China voor Tianjin Teda en na weer een seizoen Javor Ivanjica komt hij sinds 2012 uit voor FC Taraz uit Kazachstan.

## Clubstatistieken
| seizoen | club                        | land                         | klasse             | duels       | goals       |
| ------- | --------------------------- | ---------------------------- | ------------------ | ----------- | ----------- |
| 2002/03 | Javor Ivanjica              | Servië                       | Superliga          | 9           | 1           |
| 2003/04 | Javor Ivanjica              | Servië                       | Prva Liga          | 14          | 3           |
| 2004/05 | Javor Ivanjica              | Servië                       | Prva Liga          | 18          | 10          |
| 2004/05 | FK Partizan                 | Servië                       | Superliga          | 12          | 6           |
| 2005/06 | FK Partizan                 | Servië                       | Superliga          | 13          | 1           |
| 2006    | Javor Ivanjica (uitgeleend) | Servië                       | Superliga          | 12          | 5           |
| 2006/07 | FK Partizan                 | Servië                       | Superliga          | 23          | 10          |
| 2007/08 | Al Ain FC                   | Verenigde Arabische Emiraten | VAE Liga           | -           | -           |
| 2007/08 | KVC Westerlo (uitgeleend)   | België                       | Jupiler Pro League | 9           | 2           |
| 2008/09 | KVC Westerlo                | België                       | Jupiler Pro League | 13          | 3           |
| 2009/10 | KVC Westerlo                | België                       | Jupiler Pro League | 14          | 0           |
| 2009/10 | KVC Westerlo                | België                       | Play-Off II A      | 0           | 0           |
| 2010/11 | Javor Ivanjica              | Servië                       | Superliga          | 15          | 2           |
| 2011    | Tianjin Teda                | China                        | Super League       | 8           | 1           |
| 2011/12 | Javor Ivanjica              | Servië                       | Superliga          | 23          | 9           |
| 2012/13 | FK Taraz                    | Kazachstan                   | Premier Liga       | 30          | 5           |
| 2013/14 | Zonder club                 | Zonder club                  | Zonder club        | Zonder club | Zonder club |
| 2014/15 | FK Vozdovac                 | Servië                       | Superliga          | 21          | 5           |
| 2015/16 | FK Vozdovac                 | Servië                       | Superliga          | 32          | 6           |
| 2016/17 | FK Mladost Lucani           | Servië                       | Superliga          | 30          | 4           |
| 2017/18 | FK Mladost Lucani           | Servië                       | Superliga          | 24          | 0           |
| Totaal  | Totaal                      | Totaal                       | Totaal             | 320         | 73          |